# دیجی‌کم
دیجی کم (به انگلیسی: digiKam) یک اپلیکیشن سازمان‌گر تصاویر و ویرایش‌گر برچسب (تگ/tag) با ویژگی‌های بسیار زیاد است که به زبان سی پلاس پلاس نوشته شده و از چهارچوب نرم‌افزار کی دی ئی (KDE) استفاده می‌کند.